# 綠島地區指揮部
綠島地區警備指揮部簡稱綠指部，位於臺東縣綠島鄉，隸屬臺灣警備總司令部，是臺灣白色恐怖時期重要的管訓機構之一。1970年撤銷位於綠島的臺灣警備總司令部新生訓導處後，於8月1日在原地成立的新單位，除負責執行原來新生訓導處的管訓業務外，還肩負臺東縣綠島地區的警備及守備責任。1991年改制為臺灣警備總司令部感訓第三總隊兼綠島地區指揮部，1992年伴隨警備總部裁撤，綠指部也隨之裁撤。原址現為國家人權博物館白色恐怖綠島紀念園區的一部分。

## 歷史
1970年2月，中華民國國防部所轄的泰源感訓監獄發生「泰源事件」，官方因此計畫在臺東縣綠島鄉籌建新的監獄，將「叛亂犯」重新集中管理，基於不在混雜管理的需求，故有成立新單位以符合管理需要。而臺灣警備總司令部新生訓導處自1966年後，就改以代管職訓隊員為其主要任務，政治犯僅剩少數，故而編制也隨之縮編。1970年7月，中華民國國防部撤銷新生訓導處的編制，並於8月1日新成立「綠島地區警備指揮部」，簡稱綠指部。:55 新成立的綠指部除負責執行原來新生訓導處的業務外，還肩負綠島地區的警備及守備責任。組織編制有282名，設有少將指揮官及2名副指揮官、政戰主任、參謀主任，並置有政治作戰處、行政組、警備組、感訓組、後勤組、醫務所等單位；及轄勤務隊、新生訓導第一大隊、新生訓導第二大隊等直屬部隊，而每大隊轄有3個中隊，故計有6個中隊。並以第二大隊第六中隊專管原來新生訓導處所遺留之政治犯，其餘中隊則負責代管小偷、流氓之類的職訓隊員。:189
1977年，組織編制增加配屬警備中隊、守備排及通信排，當時被列管的政治犯有19名；翌年，新生訓導大隊改制成職業訓導大隊。1980年，臺灣警備總司令部為減少公文稱謂的困擾，乃修訂所屬部隊番號，並擴編綠指部所屬的職業訓導第一、第二大隊，成為職業訓導第十一大隊、第十二大隊，另設有新生大隊，此時的「新生」是指剛被移送至綠島管訓的感訓隊員，而非政治犯。:55其中，第十一大隊位於當時綠島鄉的莊敬營區，專收經法院審理之慣竊、強盜等加重保安處分的隊員；第十二大隊及新生大隊則位於綠島鄉的自強營區，在流麻溝東側，專門管理流氓矯正處分的隊員。同時，增設負責綠島防務與海防工作的空降營，以及負責營區大門哨、國防部綠島感訓監獄之警戒勤務的憲兵連。:189-190
除感訓業務，綠指部針對違反法紀的士官兵，也設置「勵德班」來收容關押，該班於1981年與陸軍的「蘭嶼進德班」合併，稱為「陸軍勵德班」，歸綠指部管制。:56 1987年解嚴後，綠指部僅剩缺乏保證人的政治犯，及與軍方簽訂養鹿合約的郭廷亮。1991年，終止動員戡亂時期臨時條款，綠指部改制為感訓第三總隊，並兼綠島地區指揮部，全銜為「感訓第三總隊兼綠島地區指揮部」。 感訓第三總隊下轄第七、八、九大隊，分別位於莊敬營區、自強營區、綠洲山莊，且每個大隊均轄3個中隊。1992年7月，國防部裁撤警備總部，綠島部也隨之裁撤，流氓感訓工作改由法務部辦理。:194

## 營舍空間
綠指部因承襲新生訓導處業務，因此初期空間亦是延續新生訓導處的營舍，如中正堂、醫務所、綠指部大門等。綠指部大門為新生訓導處所建，因此門樓上鑲嵌「台灣省警備總司令部新生訓導處」，綠指部時期基於警備總部以「忠愛」做為軍風，因此將門樓改為鑲嵌忠愛2字，1992年憲兵留守以後，門樓上忠愛兩字之間，再鑲上憲兵司令部的部徽。:209 依照1987年1月圍牆整修完成的竣工誌可知，綠指部由東至西分為自強、莊敬、忠愛3個營區，自強營區位於東側流麻溝一帶，綠指部裁撤後，於原址成立「綠島技能訓練所」。莊敬營區與忠愛營區以國家人權博物館的新生訓導處第三大隊復原展示區後方圍牆為區分，以東為忠愛營區，以西為莊敬營區，但現多合稱為莊敬營區。:208
忠愛營區為綠指部行政中心所在地，並基於警備總部軍風而將行政樓稱為忠愛樓，1985年憲兵連進駐，及1992年警備總部裁撤由憲兵部隊留守營區後，因為憲兵的軍風是忠貞，故改稱忠貞樓。忠愛樓建築具備軍事管理與行政功能，1970年代中期時，一樓是做為行政組、預財室、感訓組、警備組的辦公空間，二樓則為正副指揮官、政戰主任、參謀主任的辦公室與寢室，以及戰情室、會議室、會客室。1980年左右，一樓增加電話總機室、後勤辦公室。1985年左右，二樓已有隊史館、電報室、侍從室與浴室。:118-122